# تيم هولمز
تيم هولمز (بالإنجليزية: Tim Holmes)‏ هو موسيقي وممثل أمريكي، ولد في 14 أبريل 1967 في الولايات المتحدة.

## وصلات خارجية
- تيم هولمز على موقع IMDb (الإنجليزية)
- تيم هولمز على موقع ألو سيني (الفرنسية)
- تيم هولمز على موقع قاعدة بيانات الفيلم (الإنجليزية)